# Михайлова, Дарья Дмитриевна
Да́рья Дми́триевна Миха́йлова (род. 22 февраля 1965, Москва) — советская и российская актриса театра, кино и дубляжа, театральный педагог и театральный режиссёр, заслуженная артистка России (2013).

## Биография
Родилась 22 февраля 1965 года в Москве.
В кино снимается с 10 лет, дебютировала в фильме «Голубой портрет».
После окончания школы решила поступать во ВГИК, к тому времени она уже снялась в 8 фильмах. Дарья прошла отбор, а когда остались самые лучшие с запасом 2-3 человека на отсев, на экзамены приехал руководитель курса Сергей Бондарчук. Знаменитый режиссёр подействовал на абитуриентку, как удав на кролика. Она вспоминала: 
Я не понимала, что со мной происходит, до такой степени его испугалась! У меня был чудовищный ступор! Наверное, в таком состоянии я плохо прочитала… И Сергей Фёдорович меня не взял. Помню, ехали из ВГИКа на метро вместе с ещё одной девчонкой, которую тоже не взяли, и рыдали навзрыд. Пассажиры были в шоке…
Поступила в Театральное училище имени Бориса Щукина (курс Т. К. Коптевой), которое окончила в В 1985 году. Впоследствии там же преподавала актёрское мастерство. Поставила спектакль «Дело №…» по мотивам романа Ф. М. Достоевского «Братья Карамазовы».
Работала в театре имени Вахтангова и театре «Современник».
Во время учёбы снялась ещё в нескольких картинах. Как правило, молодой актрисе доставались в основном мелодраматические роли. В картине Бориса Савченко «Ещё до войны» она сыграла Раю Колотовкину («Стерлядку»), которая после смерти родителей приезжает к родному дяде в глухое сибирское село и встречает свою любовь, но родственники её возлюбленного восстают против городской девчонки. Ещё одна заметная работа актрисы — студентка Даша, влюбившаяся в 35-летнего эксперта-искусствоведа Никиту Завьялова в мелодраме «Серафим Полубес и другие жители Земли». Запомнилась и по роли Тани в психологической семейной драме Игоря Таланкина «Время отдыха с субботы до понедельника».
Является актрисой театра «Школа современной пьесы».

## Семья
- Первый муж — актёр Максим Александрович Суханов. Брак — с января 1985 по декабрь 1991 год.
  - Дочь — Василиса Максимовна Суханова (род. 25 ноября 1988) — актриса, окончила ВТУ им. Щукина, работает в театре имени Вахтангова[3].
- Второй муж — актёр Владислав Борисович Галкин (25 декабря 1971 — 25 февраля 2010). Поженились 2 октября 1998 года. Детей не было. Официально развестись они не успели, развод был назначен на 10 марта 2010 года.

## Творчество

### Роли в театре
- La’Театр — «Дело №…» — Грушенька
- Московский театр «Школа современной пьесы» — «Город» — Таня

### Фильмография
1. 1976 — Голубой портрет — Таня
2. 1977 — Объяснение в любви — девочка на пароходе
3. 1979 — Прилетал марсианин в осеннюю ночь — Оксана
4. 1979 — Похищение «Савойи» — Таня Соколова
5. 1980 — Ночное происшествие — девушка Кости, которая вместе с ним доставила Укладову в милицию
6. 1980 — Дым отечества — Авдотья в юности
7. 1981 — Валентина — Валентина (главная роль)
8. 1981 — Родительский день (короткометражка) — Аля
9. 1981 — Звездопад — Лида, медсестра
10. 1982 — Ещё до войны — Рая Колотовкина
11. 1983 — Экзамен на бессмертие — Маринка Воронова
12. 1983 — Серафим Полубес и другие жители земли — Даша
13. 1984 — Время отдыха с субботы до понедельника — Таня
14. 1986 — Проделки в старинном духе — Катенька
15. 1987 — Без солнца — Наташа, сестра Василисы
16. 1988 — Это было прошлым летом — Варя, медицинская сестра (главная роль)
17. 1988 — Пилоты — Тамара
18. 1989 — Остров — Рита
19. 1990 — Золотая шпага — мама
20. 1992 — Удачи вам, господа! — Ольга
21. 1992 — Бесы — Дарья Павловна, сестра Шатова
22. 1993 — Русский регтайм — Зоя
23. 1997 — Королева Марго — Женевьева, возлюбленная графа де Муи
24. 2000 — Дом для богатых — Марина, бывшая жена Романа Петровича
25. 2001 — Дальнобойщики — Вероника
26. 2001 — Эскиз на мониторе — Ирина
27. 2002 — Приключения мага — Александра (четвёртая серия «Девять дней»)
28. 2003 — Пятый ангел — Юлия Плоткина
29. 2003 — Небо и земля — Женя Сусак
30. 2003 — Театральный блюз — Ирина Щеглова, подруга Жанны Солнцевой, жена драматурга (главная роль)
31. 2004 — Дальнобойщики 2 — Вероника
32. 2004 — Ландыш серебристый — Анна (серия «Слуга народа»)
33. 2004 — Две судьбы. Голубая кровь — Анна Волошина, жена Василия Волошина, мать Дарьи Волошиной
34. 2005 — Адъютанты любви — Евдокия Дмитриевна Черкасова
35. 2005 — Две судьбы. Золотая клетка — Анна Волошина, жена Василия Волошина, мать Дарьи Волошиной
36. 2007 — Искушение — первая жена Игоря Васильевича, мать Андрея
37. 2007 — Лера — Татьяна Михайловна Мещерякова, приёмная мать Леры
38. 2008 — Две судьбы. Новая жизнь — Анна Волошина, жена Василия Волошина, мать Дарьи Волошиной
39. 2008 — Поцелуй не для прессы — Татьяна Платова
40. 2008 — Обречённые на войну — полька
41. 2009 — Грязная работа — Клавдия
42. 2010 — Котовский — Тася, жена Семиградова
43. 2010 — Гражданка начальница — капитан (ФСИН) Светлана Николаевна Дьяченко
44. 2010 — Новогодний детектив — Галина
45. 2010 — Для начинающих любить — Вера, мама Ирины
46. 2011 — Дело гастронома № 1 — Лида Беркутова, жена Георгия
47. 2011 — Важняк — Римма
48. 2012 — 20 лет без любви — Катя Ярцева
49. 2012 — Гражданка начальница. Продолжение — Светлана Николаевна Дьяченко
50. 2013 — Людмила — Екатерина Фурцева
51. 2013 — Родная кровиночка — Алевтина (главная роль)
52. 2013 — Старшая сестра — Надя
53. 2014 — Умельцы — Яна Викторовна Асеева, адвокат «Брюнета»
54. 2015 — На дальней заставе — Евгения Николаевна Мягкова, жена Владимира Мягкова
55. 2015 — Захват — жена Почекаева
56. 2016 — Круговорот — Марина Анатольевна
57. 2020 — СССР — Ирина Антоновна Погорельцева
58. 2023 — Мама будет против — Светлана Романовна Батонова, старшая сестра Коли, дочь Марины (второй сезон)

## Награды
- XV Международный телекинофорум «Вместе» (Ялта) — приз за лучшую женскую роль («Родная кровиночка»)[4]